# Morningside (Johannesbourg)
Pour les articles homonymes, voir Morningside.
Morningside est un quartier commercial et résidentiel situé dans la banlieue de Sandton au nord de Johannesbourg en Afrique du Sud. Il est limitrophe des quartiers de Benmore Gardens, Parkmore, Riverclub, Wendywood et Bryanston. Morningside est surtout un quartier résidentiel. Il abrite de nombreuses cliniques, écoles, hôtels et centres commerciaux.
Une grande partie de la communauté francophone de la ville y habite grâce à l'école française.

## Histoire

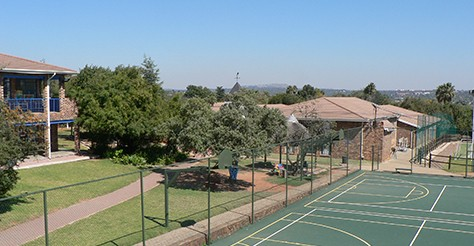
Le campus de Johannesbourg du lycée AEFE Jules-Verne

Le quartier est situé sur une ancienne ferme. Il a été créé le 8 mars 1950. Son nom a été tiré d'une banlieue au sud d'Édimbourg  au Royaume-Uni. C'était un lieu de repos pour les voyageurs fatigués allant chercher de l'or au Sud de Johannesbourg.

## Francophonie
Morningside est un quartier familial et francophone. Il abrite le campus de Johannesbourg du lycée français Jules-Verne qui compte 1 200 élèves de la petite section à la terminale.